# La Mano de Dios

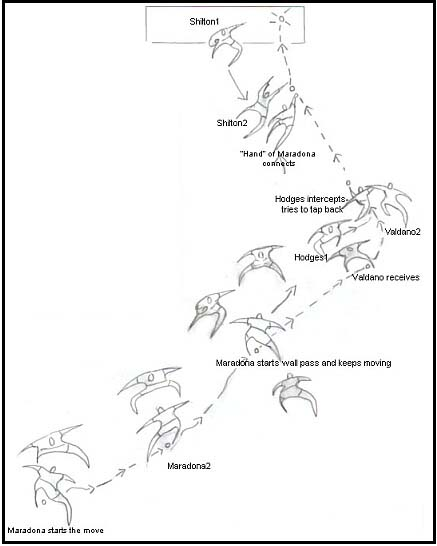
Diagrama que mostra o movimento do Maradona até marcar o gol "La Mano de Dios"

La Mano de Dios foi um gol histórico marcado por Diego Maradona no jogo da Seleção Argentina contra a Inglaterra, válido pelas quartas-de-final da Copa do Mundo FIFA de 1986.
Ao final do jogo, questionado sobre se tinha feito o gol com a mão, Maradona assim respondeu: “Lo marqué un poco con la cabeza y un poco con la mano de Dios”.
O gol virou tema de livros e filmes na Argentina.

## O gol

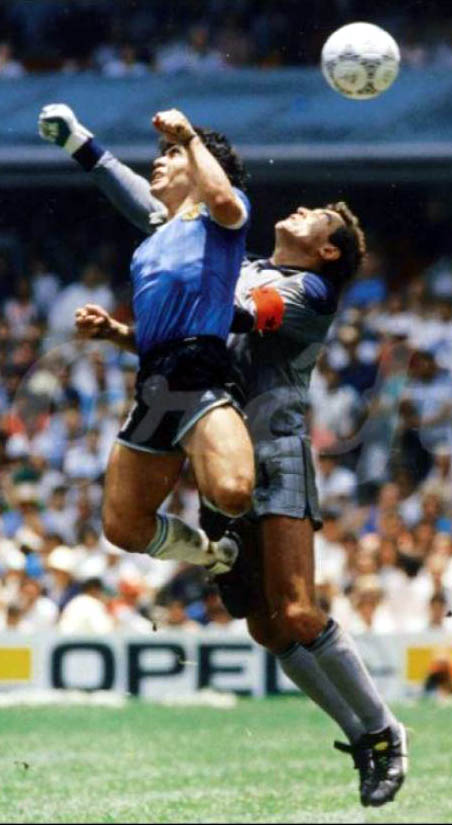
O momento em que Diego Maradona chuta a bola com a mão passando pelo braço estendido de Peter Shilton

O gol foi marcado no Estádio Azteca aos seis minutos do segundo tempo. O zagueiro inglês Steve Hodge tentou afastar a bola chutando para o alto, mas ela tomou efeito e foi para dentro da área. Maradona correu na direção do goleiro Peter Shilton e, com o punho cerrado, pulou e, com a mão, jogou a bola por cima do adversário, que era vinte centímetros mais alto do que ele. O árbitro tunisiano Ali Bin Nasser validou o gol, revoltando todo o time inglês.

### Simbolismo de revanche por conta da Guerra das Malvinas
No documentário "Diego Maradona" de 2019, dirigido por Asif Kapadia, Maradona relaciona o evento à Guerra das Malvinas quatro anos antes, dizendo "[nós], como argentinos, não sabíamos o que os militares estavam fazendo. Eles nos disseram que nós estávamos vencendo a guerra. Mas, na realidade, a Inglaterra estava vencendo por 20-0. Foi difícil. O clima da partida fez parecer que íamos jogar outra guerra. Eu sabia que era minha mão. Não era meu plano, mas a ação aconteceu tão rápido que o juiz de linha não me viu colocando a mão. O árbitro olhou para mim e disse: 'Gol'. Foi uma sensação agradável, como uma espécie de vingança simbólica contra os ingleses".

### Legados
Este gol fez com que a FIFA promovesse o Fair Play, através da chamada Fair Play Campaign. Na Copa do Mundo de 1990, na Itália, Maradona voltou a usar a "mão de Deus", dessa vez, não para fazer um gol. Com a mão, ele impediu um gol na partida contra a URSS. O árbitro sueco Erik Fredriksson não viu nada. Em 2011, a Revista Monet fez a enquete Quais foram os 100 maiores momentos da TV?" onde, em votação aberta on-line, seus leitores escolheram os momentos que tiveram maior impacto no mundo e na sociedade brasileira. Este gol ficou ranqueado na 15° posição.
A camisola que Diego Maradona usou no jogo, foi a leilão no Reino Unido, de forma online, entre 20 de abril e 4 de maio de 2022. A licitação inicial era de 4,7 milhões de euros. Foi leiloada por €8,458 milhões.
A bola usada no jogo foi leiloada em 16 de novembro de 2022, em Londres, por dois milhões de libras.

## Resultado do jogo
- Argentina 2–1 Inglaterra (Copa do Mundo de 1986)